# Jan ten Berge
Johannes Josephus (Jan) ten Berge (Leens, 14 december 1892 – Nijmegen, 23 december 1978) was een Nederlandse missionaris, priester, jezuïet, verzetsstrijder, katholiek journalist en activist. Hij was een zoon van Jan ten Berge en Reina Scholtens, het derde kind uit een katholiek Groninger gezin van tien kinderen. Hij was een broer van de dichter Willem ten Berge.

## Kritische missionaris
Jan ten Berge werd op het platteland van Groningen in een rooms-katholieke familie geboren. Ten Berge trad op 20-jarige leeftijd, na zijn schooltijd, in bij de jezuïeten in 1912 en hij vertrok in 1919 na zijn filosofieopleiding naar Nederlandsch-Indië om te werken in de missie van jezuieten op Midden Java, die waren gesticht door Franciscus van Lith. Zijn theologieopleiding volgde hij aan het Canisianum in Maastricht. 
In die tijd had hij nog aspiraties docent Nederlands te worden. Hij publiceerde in 1920 in drie afleveringen in het literaire Vlaamse tijdschrift De Beiaard zijn studie De Vogelstemmen bij Gezelle. Hem fascineerde niet alleen Gezelle als taalvirtuoos. Gezelle's werk was voor Jan ten Berge "niet enkel geklinkklank van woordenmooi, maar altijd en overal durft hij, gelijk alle groote geesten uit de wereldliteratuur, de diepere levensvragen aan, niet in dor betoog, maar in warme zielsberoering(...)."
Hij werd in 1926 door Laurentius Schrijnen tot priester gewijd. Terug op Java werkte hij eerst als directeur van de Normaalschool (Kweekschool) in Moentilan. Van 1934 tot 1939 was hij pastoor in Ambarawa. Vanaf 1932 was hij bovendien werkzaam als hoofdredacteur van het Katholieke Nederlandsch-Indische dagblad De Koerier, waarin hij onder pseudoniem en gebruik makend van een 'lek' in de loge, uit eerste hand berichtte over de grote politieke invloed van de vrijmetselarij in het koloniale bestuur in Indië. Maar ook de zeer conservatief-christelijke gouverneur-generaal Bonifacius de Jonge en zijn vrouw werden door hem fel bekritiseerd, omdat ze volgens Ten Berge geen enkel oog hadden voor de armoede van de inheemse en gemengde bevolkingsgroepen op Java.
In 1927 maakte Ten Berge naam met twee artikelen in het katholieke tijdschrift De Gemeenschap, waarin hij een uiteenzetting gaf over de christelijk-inheemse kunst op Java, waar hij een krachtig voorstander van was. Het tweede deel betrof een themanummer waarin ook een bijdrage te vinden is van Josef Ignaz Julius Maria Schmutzer, die als filantroop bij zijn suikerfabriek in Ganjuran een atelier voor Christelijk-Javaanse kunst had opgericht. Zij werkten nauw samen. De missie moest zich volgens Ten Berge (en Schmutzer) zo veel mogelijk distantiëren van koloniale, Europese vormen en gedachten. Het wereldwijd katholicisme had het vermogen in zich dit 'Europeanisme' te overstijgen, schreef pater Ten Berge in 1927: "Het katholicisme dat iedere cultuur in zich kan en moet opnemen om die te louteren en met een hooger leven te bezielen, mag niet meedoen aan het nivelleerend wandalisme van de Westersche wereldhegemonie".

## In botsing met de islam
Pater Ten Berge raakte niet alleen in conflict met de Indische koloniale elite. Zijn streven naar een katholicisme dat alle andere culturen zou moeten verheffen en in zich opnemen, bracht pater Ten Berge, die de confrontatie nooit schuwde en weinig behoefte toonde aan dialoog, ook in botsing met de dominante godsdienst in zijn missiegebied, de islam. In 1931 ontstond naar aanleiding van twee artikelen van zijn hand in het jezuïetenblad Studiën (later gefuseerd met zijn Vlaamse tegenhanger Streven) over de profeet Mohammed grote opschudding. Hij portretteerde Mohammed als "anthropomorphist", de "onwetende Arabier" en "de grove wellusteling" die het met vrouwen en seksuele betrekkingen niet zo nauw nam. Dat de Koran leert dat Jezus niet gekruisigd is, noemde hij een "trouvaille van den weinig origineelen geest van Mohamed", omdat die ontleend zou zijn aan de opvattingen van de sekte van het docetisme. In de beschrijving van wat "de kwestie Ten Berge" is gaan heten, geeft de islamoloog Karel Steenbrink in 1991 (hij vergeleek de kwestie toentertijd met de Salman Rushdie-affaire van 1989) aan, dat in tegenstelling tot vele soortgelijke producten van de Nederlandse anti-islamitische apologie, dit artikel niet aan de moslims voorbij ging. Mogelijk kwam dat omdat pater Jan ten Berge - die door zijn collega-missionarissen wel Jan de Doper werd genoemd - ook een zeer succesvol missionaris was die enige duizenden doopsels heeft toegediend en er ook trots op was dat daar soms moslims bij waren, zoals de voormalige modin (muezzin, gebedsoproeper) van Karanganjar, die christen werd.
Zijn tegenspeler was in de jaren ‘30 de toen 23-jarige Muhammad Natsir die veel later als leider van de Masyumi in 1950 onder Soekarno nog minister-president zou worden en die tot 1941 tevergeefs heeft geprobeerd een proces tegen de pater aan te spannen, op grond van de zogenaamde 'haatzaai-artikelen', waarmee menig nationalist in Nederlandsch-Indië de mond werd gesnoerd. De historicus Jan Bank vermeldt dat ook de regeringsgemachtigde voor algemene zaken in de Volksraad had overwogen een vervolging tegen de pater in te stellen "wegens het uiten van haat, vijandschap of minachting jegens een bevolkingsgroep". De bisschop van Batavia, mgr. Peerke Willekens S.J., die Jan ten Berge in het vooroorlogse conflict nog in bescherming had genomen, heeft na de oorlog het voornemen van Jan ten Berge om ook nog een boek over de islam te publiceren, geblokkeerd, omdat zijn censoren het te weinig gefundeerd vonden, maar ook te riskant in een tijd van grote beroeringen.

## Verzetsstrijder
Tijdens de bezetting in Nederland sloot pater Ten Berge zich aan bij het verzet tegen de nazi's. Hij werd in november 1941 gearresteerd en belandde vier maanden in de gevangenis van Scheveningen (Oranjehotel), waarna hij op 20 feberuari weer werd vrijgelaten, omdat hij, volgens eigen zeggen, voortdurend "de domme missionaris uit Indië" bleef spelen. Na zijn vrijlating - misschien is de Sicherheitsdienst hem daarna gaan volgen - zette hij zijn verzetswerk onmiddellijk voort en werkte van 1942 tot september 1943 nauw samen met de Nijmeegse groep van Theo Dobbe. Jan ten Berge is vermeld op het namenmonument van het Oranjehotel. Hij verspreidde anti-Duitse pamfletten en zorgde voor valse papieren. Tegen het einde van oorlog werd er opnieuw jacht op hem gemaakt toen hij in verband werd gebracht met een mislukte aanslag op een NSB'er. Net op tijd wist hij te ontvluchten toen mannen van de Sicherheitsdienst in september zijn onderduikadres in Nijmegen bestormden. Hij sprong van een balkon, klom over meerdere schuttingen en verborg zich een paar huizen verder - een dag lang - in een kolenhok onder kolen en kolenzakken, ademhalend via een oude kachelpijp. De bewoners van dat huis hielpen hem daarna aan schone kleren. Hij reisde na een kort bezoek aan zijn klooster, met valse papieren als ‘pater Bartholomeus uit Congo’ naar Elsloo in Zuid-Limburg, waar hij vervolgens van schuilplaats naar schuilplaats verhuisde en in Geleen getuige was van de intocht van de geallieerden. In die tijd kreeg hij nog een andere bijnaam: 'Jan zonder Vrees'.

## Onder de Chinezen
Na de bevrijding ging hij met het eerste troepentransport terug naar Java, maar mocht van zijn orde niet terug naar Midden-Java, toen het hart van de Republik Indonesia. In hoeverre de vooroorlogse aanvaringen met Natsir daar debet aan waren, blijft gissen. Feit is dat hij pastoraal werk ging doen in de Chinezenparochies in Jakarta die mede door zijn ijver tot grote bloei kwamen. Na in 1945 met leden van de Missievereniging nog een gematigd advies aan een regeringscommissie te hebben uitgebracht met betrekking tot de toekomst van de Nederlands-Indië (veranderingen waren noodzakelijk, maar moesten aansluiten op bestaande constructies), bemoeide hij zich niet meer publiekelijk met politiek. Wel maakte hij in brieven aan zijn familie geen geheim van zijn afkeer van Soekarno en van zijn angst voor het opkomende communisme van de PKI en - na de coup van 1965 - van zijn opluchting toen Soeharto aan de macht kwam.

## Conservatief katholiek
In 1972 ging pater Ten Berge definitief terug naar Nederland, waar hij tot zijn dood van zich deed spreken door felle aanvallen op het in zijn ogen veel te links en decadent geworden Nederland: PvdA-premier Joop den Uyl, de vrijzinnige theologen Edward Schillebeeckx en Harry Kuitert, kardinaal Bernardus Alfrink, oud-minister Marga Klompé, ze kregen er allemaal stevig van langs, waarna Jan ten Berge zelf door de Trouw-columnist Bert Klei humorvol op de hak werd genomen. Hij verbond zich met conservatief katholieke bladen zoals Waarheid en Leven, Confrontatie! en het blad StaVast van het Oud-Strijders Legioen. Hij leek daarmee weer in zijn oude element, maar bleek tegelijk ook vervreemd van de na zijn terugkeer ingrijpend veranderde Nederlandse samenleving in de roerige jaren 70.

## Mystieke kanten
Jan ten Berge toonde overigens nog andere gezichten. Hiervan getuigt niet alleen zijn studie over Gezelle. Ook zijn vele meditaties en overwegingen waarvan er verschillende werden gepubliceerd in o.a. het missietijdschrift Bode van het H. Hart, maar ook zijn nagelaten gedichten, laten zien, dat hij niet alleen een politieke, activistische priester was, maar ook een diep gelovig mens met mystieke kanten. Voor een man die graag van zich deed horen en zich de mond niet liet snoeren en die ook bekendstond om zijn droge Groningse humor, was de laatste regel van zijn eigen tekst op zijn bidprentje misschien wel met bedoelde zelfspot geschreven: En nu is het woord eeuwig aan U. Amen.

## Werk
- De vogelstemmen bij Gezelle (I, II en III). In: De Beiaard 1920.
- Christelijk-Inheemsche kunst in de missie, in: De Gemeenschap 1927 nummer 7/8
- Evangelie en Koran. In: Studiën 1931
- Het dubbele aangezicht der Loge. Getuigenissen uit vrijmetselaars-geschriften. In: Het Schild 1937-1938
- Beknopt Maleisch woordenboek, Heerlen 1945